# Volo Alaska Airlines 261
Il volo Alaska Airlines 261 era un volo dell'Alaska Airlines partito dall'Aeroporto Internazionale Lic. Gustavo Díaz Ordaz di Puerto Vallarta, Messico, fino all'Aeroporto Internazionale di Seattle-Tacoma, Washington con scalo a San Francisco, California.
Il 31 gennaio 2000, intorno alle ore 16:20 locali, il McDonnell Douglas MD-83 che operava il volo precipitò nell'oceano Pacifico a 4,3 km a nord dell'isola californiana di Anacapa, subito dopo aver segnalato problemi agli stabilizzatori. L'aereo andò completamente distrutto nell'impatto con l'acqua e non ci fu nessun sopravvissuto tra gli 83 passeggeri e i 5 membri dell'equipaggio.

## L'aereo e l'equipaggio

### L'aereo
L'aereo coinvolto nell'incidente era un McDonnell-Douglas MD-80, numero di serie 53077 e registrato come N963AS. L'aereo era il 1995º modello della famiglia DC-9/MD-80, costruito l'11 aprile 1992 e consegnato nuovo alla Alaska Airlines il 27 maggio 1992. L'aereo aveva registrato 26.584 ore di volo e 14.315 cicli prima dello schianto.

### L'equipaggio
I piloti del volo 261 erano entrambi aviatori di grande esperienza. Il capitano Ted Thompson, 53 anni, aveva accumulato 17.750 ore di volo e aveva più di 4.000 ore di esperienza di volo sugli MD-80. Il primo ufficiale William "Bill" Tansky, 57 anni, aveva accumulato 8.140 ore di volo totali, comprese circa 8.060 ore come primo ufficiale sull'MD-80. Thompson aveva volato per l'Alaska Airlines per 18 anni e Tansky per 15; nessuno dei due piloti era mai stato coinvolto in un inconveniente di nessun tipo prima dello schianto. Entrambi i piloti avevano precedenti esperienze militari: Thompson aveva prestato servizio nell'aeronautica americana e Tansky nella marina americana. A bordo c'erano anche tre assistenti di volo con sede a Seattle, che completavano l'equipaggio di cinque persone.

## L'incidente

### L'incidente
L'MD-83 Alaska 261 decollò dall'aeroporto internazionale “Gustavo D. Ordaz” di Puerto Vallarta (Messico) verso l'aeroporto di San Francisco, dal quale avrebbe proseguito alla volta dell'aeroporto di Seattle / Tacoma.
L'aereo scomparve dagli schermi radar alle 16:36 locali, poco dopo che il pilota, autorizzato dai controllori di volo, aveva preso la decisione di effettuare un atterraggio di emergenza a Los Angeles. Dopo aver incominciato la manovra per atterrare all'aeroporto cittadino, l'apparecchio finì in mare al largo di Point Mugu, in uno specchio di oceano dove l'acqua ha una profondità di 80 metri.

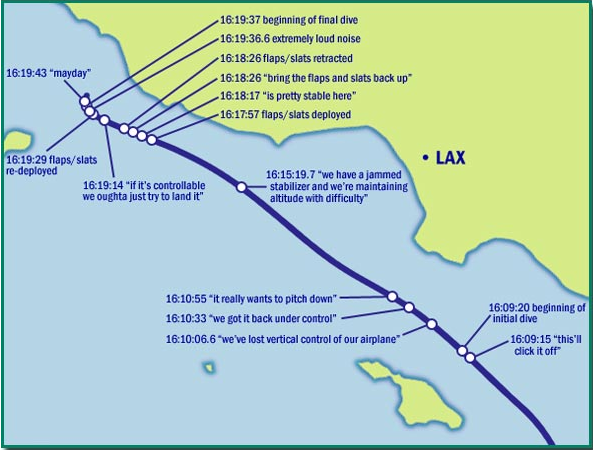
Traiettoria di volo finale dell'Alaska 261

L'annuncio dell'incidente ai familiari ed agli amici, in attesa dell'atterraggio dei loro congiunti, provocò scene di disperazione all'aeroporto di San Francisco. Nell'area del disastro furono trovati alcuni corpi e frammenti di aereo, ma nessun superstite.

### Gli eventi nel dettaglio
Dall'analisi dei dialoghi tra i due piloti e tra loro e la torre di controllo, l'ATC e il reparto di manutenzione della compagnia aerea e dalle ricostruzioni dell'NTSB, l'ente nazionale americano per la sicurezza nei trasporti, si poté stabilire che il comandante Ted Thompson, 53 anni, e il primo ufficiale William Tansky, 57 anni, rilevarono e segnalarono problemi allo stabilizzatore alle 16:07:51, circa dieci minuti prima dello schianto.
In quel momento il velivolo si trovava a 26000 ft (circa 8000 m): i due piloti stavano tentando di salire al livello di volo finale (9 500 m), ma l'apparecchio iniziò a non rispondere ai comandi ed a scendere in maniera incontrollata alla velocità di 2000 m al minuto, tre volte superiore al normale.
Tutti coloro che ascoltarono successivamente le registrazioni in cabina e quelle indirizzate all'ATC, immagazzinate nelle scatole nere, affermarono che si udiva un forte rumore di vento in sottofondo, cosa che confermava le grosse difficoltà dei due piloti nel tenere l'aereo sotto controllo. Il FDR (Flight Data Recorder) segnalò che lo stabilizzatore si era bloccato nel punto di massima escursione verso l'alto, cosa che fece puntare il muso dell'aereo verso il basso.
A quota 7 200 m Thompson e Tansky ripresero per alcuni istanti il controllo del velivolo, ma ormai lo stabilizzatore era irrimediabilmente compromesso e l'apparecchio ricominciò a scendere, stavolta in picchiata, raggiungendo i 6 850 m. Tansky comunicò l'intenzione di voler scendere ulteriormente a 3 000 m, così da poter iniziare le manovre per l'atterraggio in emergenza a Los Angeles stando lontano dalla terraferma, in modo da cercare di non coinvolgere persone a terra in un eventuale incidente.
Giunto a quota 5 500 m la velocità indicata dagli strumenti era di 270 nodi (500 km/h), con inclinazione di 2,7° verso il basso e stabilizzatore sempre bloccato verso l'alto. Il pilota, in un ultimo disperato tentativo di rallentare, estese i flap a 11°, ma quattro secondi dopo l'aereo divenne del tutto ingovernabile e iniziò la picchiata definitiva: l'angolo di discesa raggiunse 70°, con sollecitazioni alla struttura di 3 g. Un minuto più tardi l'MD-83 si schiantò nell'oceano, causando la morte di tutte le persone a bordo.

### Il guasto allo stabilizzatore
Il volo 261 da Puerto Vallarta a San Francisco si era svolto in condizioni meteorologiche ottime ed in modalità strumentale, quindi non erano ipotizzabili disorientamenti spaziali o errori umani alla base del disastro; anche i dialoghi dei piloti dimostrano la loro assoluta consapevolezza della situazione.

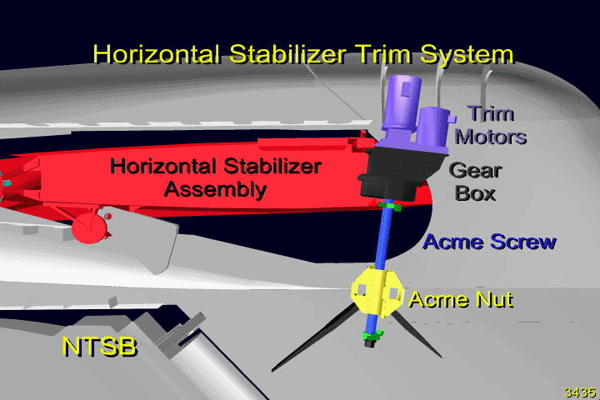
Diagramma della funzionalità del martinetto

La compagnia Alaska Airlines rifiutò qualsiasi addebito di responsabilità per la sciagura dichiarando, tramite un suo rappresentante, che quel velivolo era stato costruito nel 1992, appena 8 anni prima, che aveva al suo attivo soltanto 26 484 ore di volo e che non aveva mai manifestato alcun problema meccanico classificabile come grave. Sull'apparecchio era inoltre stato effettuato un check di manutenzione di classe C pochi giorni prima del disastro, un controllo da cui non era emersa alcuna anomalia di rilievo.
I dati emersi dalle registrazioni del CVR (Cockpit Voice Recorder) e del FDR, e soprattutto il ritrovamento di un martinetto usurato tra i detriti recuperati, gettarono però una luce diversa sulle cause del disastro. L'NTSB attribuì la causa dello schianto ad una perdita di controllo del trim dell'equilibratore dovuta all'avaria di una vite dello stabilizzatore orizzontale. Il guasto avrebbe avuto come origine l'usura di un martinetto, causata dalla scarsa lubrificazione da parte degli addetti alla manutenzione dell'Alaska Airlines.
Uno dei fattori chiave che furono alla base dell'incidente fu lo "standard di certificazione", ovvero l'insieme delle procedure di approvazione della FAA, che per la loro formulazione resero possibile la realizzazione e l'utilizzo di un complesso sistema stabilizzatore-coda non soltanto vulnerabile al rischio incidenti, ma anche privo di "ridondanza", ovvero di un sistema secondario che permettesse il controllo del velivolo in caso di guasto al sistema principale.
I concreti rischi derivanti dalla somma fra gli errori di progettazione e la scarsa lubrificazione furono del tutto sottovalutati o ignorati da parte del capo della manutenzione, che dichiarò che le sollecitazioni strutturali, per quanto intensificate dalla mancanza di ingrassaggio della vite del martinetto, erano comunque contenute entro i limiti previsti.

### Il recupero

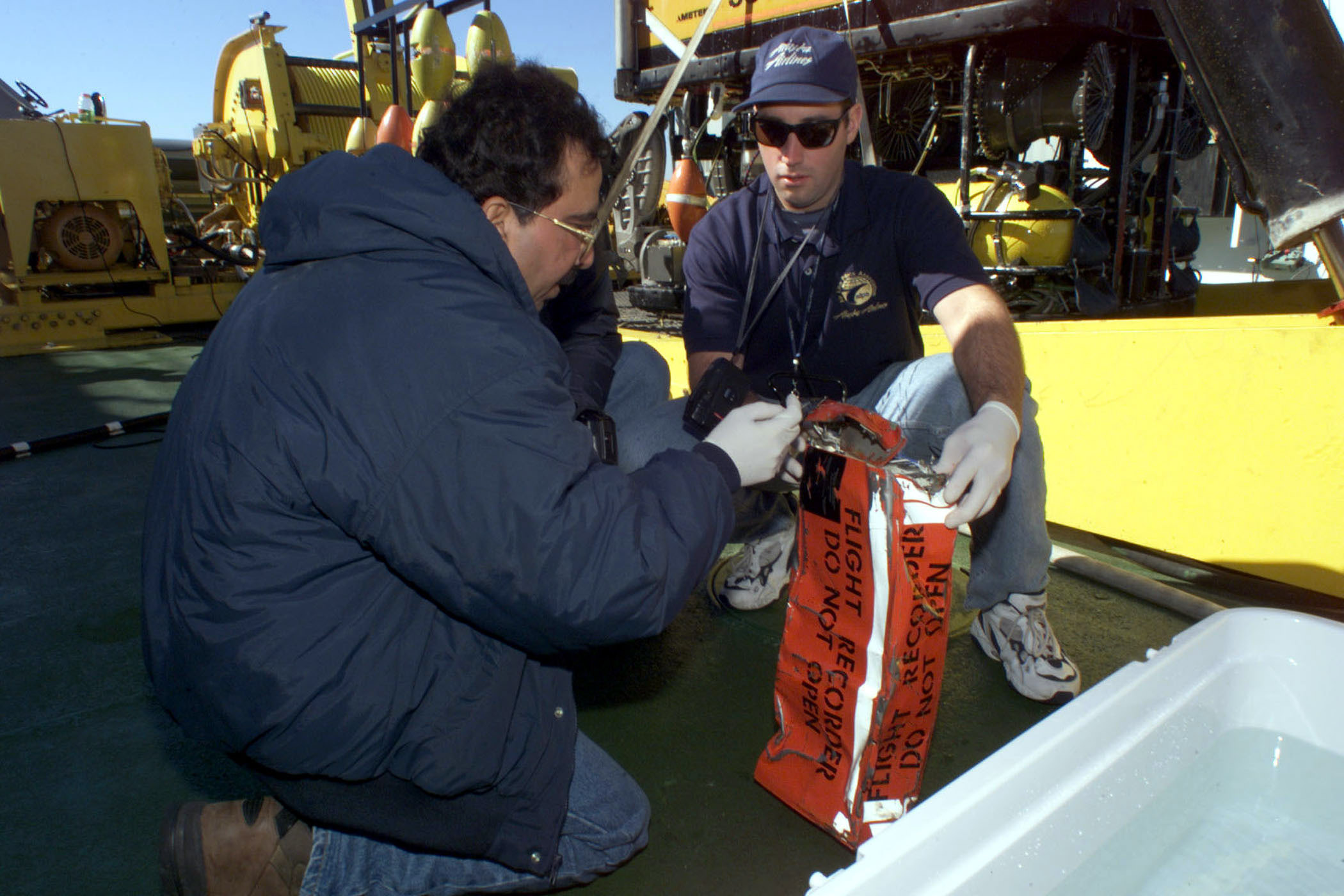
Preparazione del registratore dei dati di volo per il trasporto dalla MV Kellie Chouest il 3 febbraio 2000

Le operazioni di recupero vennero effettuate dalla Marina statunitense, che riportò alla luce soltanto parti della sezione di coda e pochi altri rottami. L'NTSB richiese che le ricerche di superficie dei frammenti del relitto si estendessero in un'area di circa 4 miglia in direzione sud rispetto al punto di impatto, mentre per i resti ormai inabissati venne utilizzato un ROV (Remote Operating Vehicle) di proprietà del Naval Facilities Engineering Service Center manovrato dagli uomini dell'unità navale M/V Independence. Da questi ultimi, alla profondità di 200 m, venne recuperata la parte interessata dall'avaria, ovvero il martinetto (jackscrew) da cui dipendeva il controllo del beccheggio da parte dei piloti, controllo applicato tramite il movimento verso l'alto e verso il basso dello stabilizzatore.
Il CVR, essenziale per il successivo svolgimento delle indagini, fu riportato in superficie dall'Unità di emergenze subacquee a bordo del vascello Kellie Chouest, utilizzato per recuperi e salvataggi in mare, e venne portato a Washington per essere consegnato al quartier generale dell'NTSB.

## Investigazione

### Le analisi

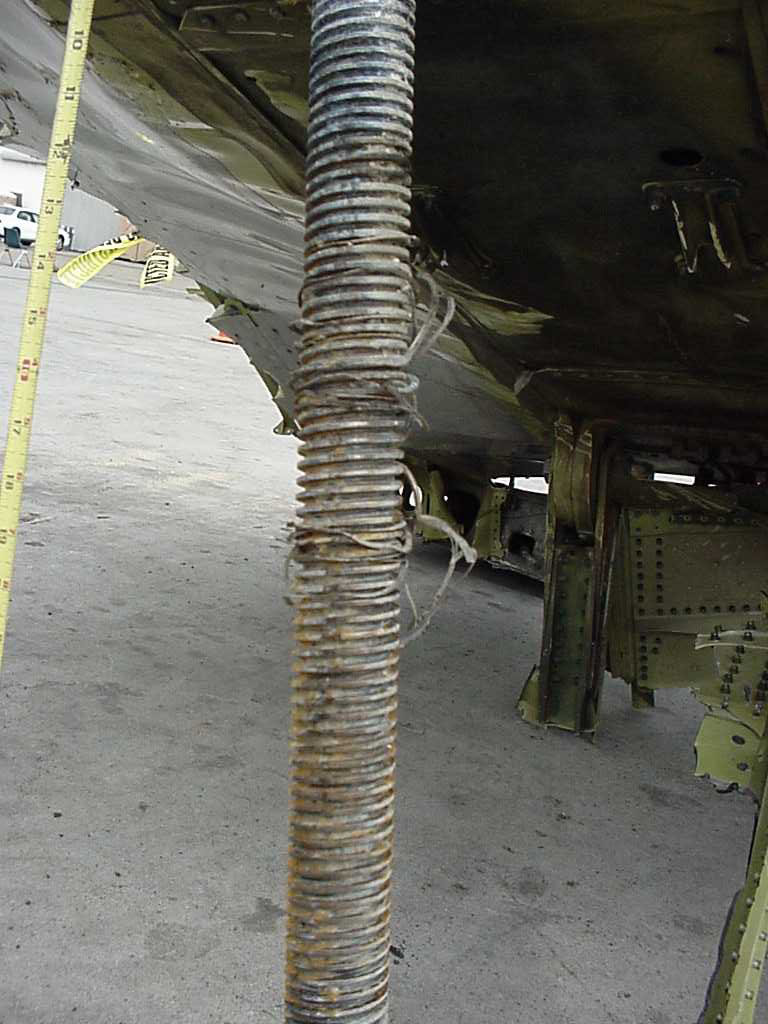
Il martinetto recuperato: il "filo" a spirale avvolto attorno alla porzione filettata è il residuo della filettatura interna della vite strappata dal dado trapezio.

Tutti i rottami recuperati dal luogo dell'incidente sono stati scaricati presso il Naval Construction Battalion Center di Port Hueneme, California, per l'esame e la documentazione da parte degli investigatori dell'NTSB. Sono stati trovati sia il martinetto del sistema di rivestimento dello stabilizzatore orizzontale (noto anche come "vite trapezia") che il corrispondente dado trapezio, attraverso il quale gira il martinetto. Il martinetto è realizzato in acciaio cementato ed è lungo 56 cm (22 pollici) e ha un diametro di 3,8 cm (1,5 pollici). Il dado acme era costruito con una lega di rame più morbida contenente alluminio, nichel e bronzo. Mentre il martinetto ruota, si muove verso l'alto o verso il basso attraverso il dado trapezio (fisso) e questo movimento lineare sposta lo stabilizzatore orizzontale per il sistema di assetto. Dopo un successivo esame, si scoprì che il martinetto aveva filamenti metallici avvolti attorno ad esso, che in seguito furono determinati come resti della filettatura del dado trapezio.
L'analisi successiva stimò che il 90% del filo del dado acme si era già consumato in precedenza e che si era finalmente sfilacciato in volo durante il viaggio verso San Francisco. Una volta ceduto il filo, il gruppo stabilizzatore orizzontale è stato sottoposto a forze aerodinamiche a cui non era progettato per resistere, portando al completo cedimento del gruppo stabilizzatore. In base al tempo trascorso dall'ultima ispezione del gruppo del martinetto, l'NTSB ha stabilito che la filettatura del dado acme si era deteriorata di 0,012 pollici (0,30 mm) per 1.000 ore di volo, molto più velocemente dell'usura prevista di 0,001 pollici (0,025 mm) per 1000 ore di volo. Nel corso dell'indagine, l'NTSB ha considerato una serie di potenziali ragioni per il sostanziale deterioramento della filettatura del dado sul gruppo del martinetto, inclusa la sostituzione da parte di Alaska Airlines (con l'approvazione del produttore di aerei McDonnell Douglas) del grasso Aeroshell 33 invece del lubrificante precedentemente approvato, Mobilgrease 28. L'uso di Aeroshell 33 non è risultato essere un fattore determinante in questo incidente. Anche la lubrificazione insufficiente dei componenti è stata considerata una causa di usura. L'esame del martinetto e del dado trapezio ha rivelato che su questi componenti non era presente alcuna lubrificazione efficace al momento dell'incidente. Alla fine si è scoperto che la causa diretta dell'incidente era la mancanza di lubrificazione della filettatura del dado trapezio e la conseguente usura eccessiva. Entrambe queste circostanze sono il risultato dei tentativi di Alaska Airlines di ridurre i costi.

### Identificazione dei passeggeri
A causa delle forze di impatto estreme, solo pochi corpi sono stati trovati intatti e nessuno era identificabile visivamente. Tutti i passeggeri sono stati identificati utilizzando impronte digitali, impronte dentali, tatuaggi, oggetti personali ed esame antropologico.

### Lubrificazione inadeguata e controlli di fine gioco
L'indagine è poi proseguita esaminando il motivo per cui la manutenzione programmata non era riuscita a lubrificare adeguatamente il gruppo martinetto. Nelle interviste con il meccanico dell'Alaska Airlines presso SFO, che per ultimo ha eseguito la lubrificazione, è stato dimostrato che l'attività richiederebbe circa un'ora, mentre il produttore dell'aereo ha stimato che l'operazione dovrebbe durare quattro ore. Questa e altre prove suggerirono all'NTSB che "il meccanico dell'SFO responsabile della lubrificazione del gruppo del martinetto nel settembre 1999 non ha svolto adeguatamente il compito". Test di laboratorio hanno indicato che l'eccessiva usura del gruppo vite non poteva essersi accumulata solo nei quattro mesi tra la manutenzione del settembre 1999 e il volo dell'incidente. Pertanto, ha concluso l'NTSB, "è stata mancata o eseguita in modo inadeguato ben più che l'ultima lubrificazione".
Per monitorare l'usura del gruppo martinetto è stata utilizzata un'ispezione di manutenzione periodica denominata "controllo di fine gioco". L'NTSB ha esaminato il motivo per cui l'ultimo controllo finale sull'aereo dell'incidente nel settembre 1997 non ha rilevato un'usura eccessiva. L'indagine ha rilevato che Alaska Airlines aveva fabbricato strumenti da utilizzare nel controllo del gioco finale che non soddisfacevano i requisiti del produttore. I test hanno rivelato che gli strumenti non standard ("dispositivi di trattenuta") utilizzati da Alaska Airlines potrebbero portare a misurazioni imprecise e che se misurazioni accurate fossero state ottenute al momento dell'ultima ispezione, queste misurazioni avrebbero probabilmente indicato l'eccessiva usura e la necessità di sostituire i componenti interessati.

### Estensione degli intervalli di manutenzione
Tra il 1985 e il 1996, Alaska Airlines ha progressivamente aumentato il periodo tra la lubrificazione del martinetto e i controlli del gioco finale, con l'approvazione della Federal Aviation Administration (FAA). Poiché ogni controllo di lubrificazione o di gioco successivamente non effettuato aveva rappresentato un'opportunità per lubrificare adeguatamente il martinetto o rilevare un'usura eccessiva, l'NTSB ha esaminato la giustificazione di queste estensioni. Nel caso di intervalli di lubrificazione prolungati, l'indagine non è stata in grado di determinare quali informazioni, se presenti, sono state presentate da Alaska Airlines alla FAA prima del 1996. La testimonianza di un ispettore della FAA riguardante un'estensione concessa nel 1996 era che Alaska Airlines aveva presentato documentazione da McDonnell Douglas come giustificazione per la loro proroga.
I controlli finali sono stati condotti durante un processo periodico di revisione completa della cellula chiamato C-check. La testimonianza del direttore dei programmi di affidabilità e manutenzione dell'Alaska Airlines è che un pacchetto di analisi dei dati basato sulla cronologia di manutenzione di cinque aerei campione è stato presentato alla FAA per giustificare il periodo prolungato tra i controlli C. Le singole attività di manutenzione (come il controllo del gioco finale) non sono state considerate separatamente in questa estensione. L'NTSB ha rilevato che "l'estensione dell'intervallo di controllo di fine gioco dell'Alaska Airlines avrebbe dovuto essere, ma non è stata, supportata da dati tecnici adeguati per dimostrare che l'estensione non avrebbe presentato un potenziale pericolo".

### Supervisione della FAA
Un'ispezione speciale condotta dall'NTSB nell'aprile 2000 presso l'Alaska Airlines ha scoperto carenze significative e diffuse che "la FAA avrebbe dovuto scoprire prima". L'indagine ha concluso che "la sorveglianza della FAA sull'Alaska Airlines era stata carente per almeno diversi anni". L'NTSB ha osservato che nel luglio 2001 un comitato della FAA ha stabilito che Alaska Airlines aveva corretto le carenze precedentemente identificate. Tuttavia, diversi fattori hanno portato il consiglio a mettere in dubbio "la profondità e l'efficacia delle azioni correttive dell'Alaska Airlines" e "l'adeguatezza complessiva del programma di manutenzione dell'Alaska Airlines".
Problemi sistemici sono stati identificati dall'indagine sulla supervisione della FAA sui programmi di manutenzione, compreso il personale inadeguato, il processo di approvazione delle estensioni degli intervalli di manutenzione e i requisiti di certificazione degli aeromobili.

### Problemi di progettazione e certificazione degli aerei
Il gruppo del martinetto è stato progettato con due filettature indipendenti, ciascuna delle quali era sufficientemente robusta da resistere alle forze esercitate su di essa. Le procedure di manutenzione, quali la lubrificazione e i controlli del gioco finale, dovevano individuare eventuali usure eccessive prima che progredissero fino al punto di guasto del sistema. I progettisti dell'aereo presumevano che almeno una serie di fili sarebbe sempre stata presente per sostenere i carichi posti su di esso; pertanto, gli effetti di un guasto catastrofico di questo sistema non sono stati considerati e non sono state necessarie disposizioni "a prova di guasto".
Affinché questo componente di progettazione potesse essere approvato ("certificato") dalla FAA senza alcuna disposizione di sicurezza, un guasto doveva essere considerato "estremamente improbabile". Questo è stato definito come "avere una probabilità dell'ordine di 1 × 10−9 o meno per ogni ora di volo". L'incidente ha dimostrato che alcuni meccanismi di usura potrebbero interessare entrambi i gruppi di fili e che l'usura potrebbe non essere rilevata. L'NTSB ha stabilito che il progetto del "gruppo del martinetto stabilizzatore orizzontale non teneva conto della perdita delle filettature del dado acme come una modalità di guasto catastrofico a punto singolo".

### Miglioramento del design del martinetto
Nel 2001, la National Aeronautics and Space Administration (NASA) ha riconosciuto il rischio per il suo hardware (come lo Space Shuttle) associato all'uso di martinetti simili. Una soluzione ingegneristica sviluppata dagli ingegneri della NASA e della United Space Alliance prometteva di rendere facili da vedere i guasti progressivi e quindi meno probabili i guasti completi di un martinetto.

## Conclusioni

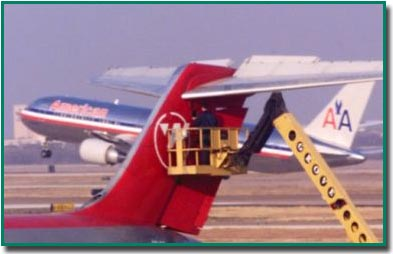
Manutenzione ordinaria della sezione di coda di un Douglas DC-9 della Northwest Airlines, il predecessore dell'MD-80

Oltre alla probabile causa, l'NTSB ha riscontrato i seguenti fattori che hanno contribuito:
- Alaska Airlines ha esteso l'intervallo di lubrificazione per i componenti dello stabilizzatore orizzontale McDonnell Douglas MD-80 sulla base delle raccomandazioni di McDonnell Douglas e la FAA ha approvato il programma esteso. Ciò aumentava la probabilità che una lubrificazione mancata o inadeguata provocasse il quasi completo deterioramento delle filettature del dado trapezio del gruppo vite-martinetto. L'intervallo di lubrificazione prolungato è stato una causa diretta dell'eccessiva usura e ha contribuito all'incidente del volo Alaska Airlines 261.
- Alaska Airlines ha esteso l'intervallo di controllo finale e la FAA ha approvato la modifica. Ciò ha consentito alle filettature del dado acme di deteriorarsi fino al punto di cedimento senza possibilità di rilevamento.
- L'assenza sul McDonnell Douglas MD-80 di un meccanismo di sicurezza per prevenire gli effetti catastrofici della perdita totale del dado acme.

Nel corso dell'indagine, e successivamente nel rapporto finale, l'NTSB ha emesso 24 raccomandazioni di sicurezza, riguardanti manutenzione, supervisione normativa e questioni di progettazione dell'aeromobile. Più della metà di questi erano direttamente correlati alla lubrificazione del martinetto e alla misurazione del gioco assiale. Era inclusa anche una raccomandazione secondo cui i piloti dovevano essere istruiti affinché, in caso di malfunzionamento del sistema di controllo di volo, non dovessero tentare procedure correttive oltre a quelle specificate nelle procedure della lista di controllo e, in particolare, in caso di assetto dello stabilizzatore orizzontale. malfunzionamento del sistema di controllo, i motori di trim primario e alternativo non devono essere attivati e, se non è possibile correggere il problema tramite le liste di controllo, devono atterrare all'aeroporto idoneo più vicino.

## Conseguenze
Un dipendente della Alaska Airlines era riuscito a prevedere con largo anticipo quelle che sarebbero state le conseguenze della scarsa manutenzione e, nello specifico per gli MD-80, degli interventi di lubrificazione degli stabilizzatori orizzontali dilatati del 400% rispetto a quanto stabilito dalle norme di sicurezza, allo scopo di risparmiare sui costi e tenere gli aerei fuori servizio il meno possibile. Tale lavoratore aveva denunciato la situazione fornendo prove circostanziali ed era stato vittima di un immediato licenziamento da parte dell'Alaska Airlines.
Un anno dopo la denuncia, i suoi timori si avverarono con l'incidente del volo 261. L'NTSB provvide ad effettuare un'indagine approfondita da cui emersero documenti relativi ad interventi dichiarati ma mai effettuati realmente oppure eseguiti in modo errato allo scopo di rendere gli apparecchi immediatamente autorizzabili a riprendere servizio. Ne scaturì uno scandalo, che impose un richiamo tecnico e rese necessario adottare parametri più severi e restrittivi in termini di modi e tempi di manutenzione.
A seguito dell'incidente e dello scandalo provocato dalla divulgazione delle irregolarità tecniche ed amministrative, McDonnell Douglas impose il richiamo di tutti gli MD-80, in particolare del modello MD-83, per farli sottoporre ad un'accurata revisione, in particolare per quanto riguarda lo stabilizzatore orizzontale (trim) ed il martinetto che lo governa (jackscrew). A seguito dei controlli numerosi aerei furono trovati carenti, sia in termini generali di manutenzione, sia in particolare sulla lubrificazione del sistema di stabilizzazione che, nel caso del volo 261, era stato la causa del disastro. Su 23 apparecchi di compagnie di tutto il mondo vennero riscontrate anomalie strutturali e/o di manutenzione agli stabilizzatori: uno di essi venne posto in fermo cautelativo e due di essi vennero radiati in permanenza dal servizio.
Il comandante Thompson e il primo ufficiale Tansky furono insigniti della medaglia d'oro per l'eroismo dell'Air Line Pilots Association, come riconoscimento delle loro azioni durante le fasi dell'emergenza. È l'unica volta in cui tale premio sia stato insignito postumo

### Status del volo
A partire da settembre 2023, il volo 261 non esiste più e Alaska Airlines non opera più sulla rotta Puerto Vallarta-San Francisco-Seattle/Tacoma. Alaska Airlines ora vola direttamente da Puerto Vallarta–Seattle/Tacoma con i voli 1380 e 1411 e da Puerto Vallarta–San Francisco con i voli 1369 e 1370. La compagnia aerea ha ritirato l'ultimo dei suoi MD-80 nel 2008 e ora utilizza Boeing 737 per queste rotte.

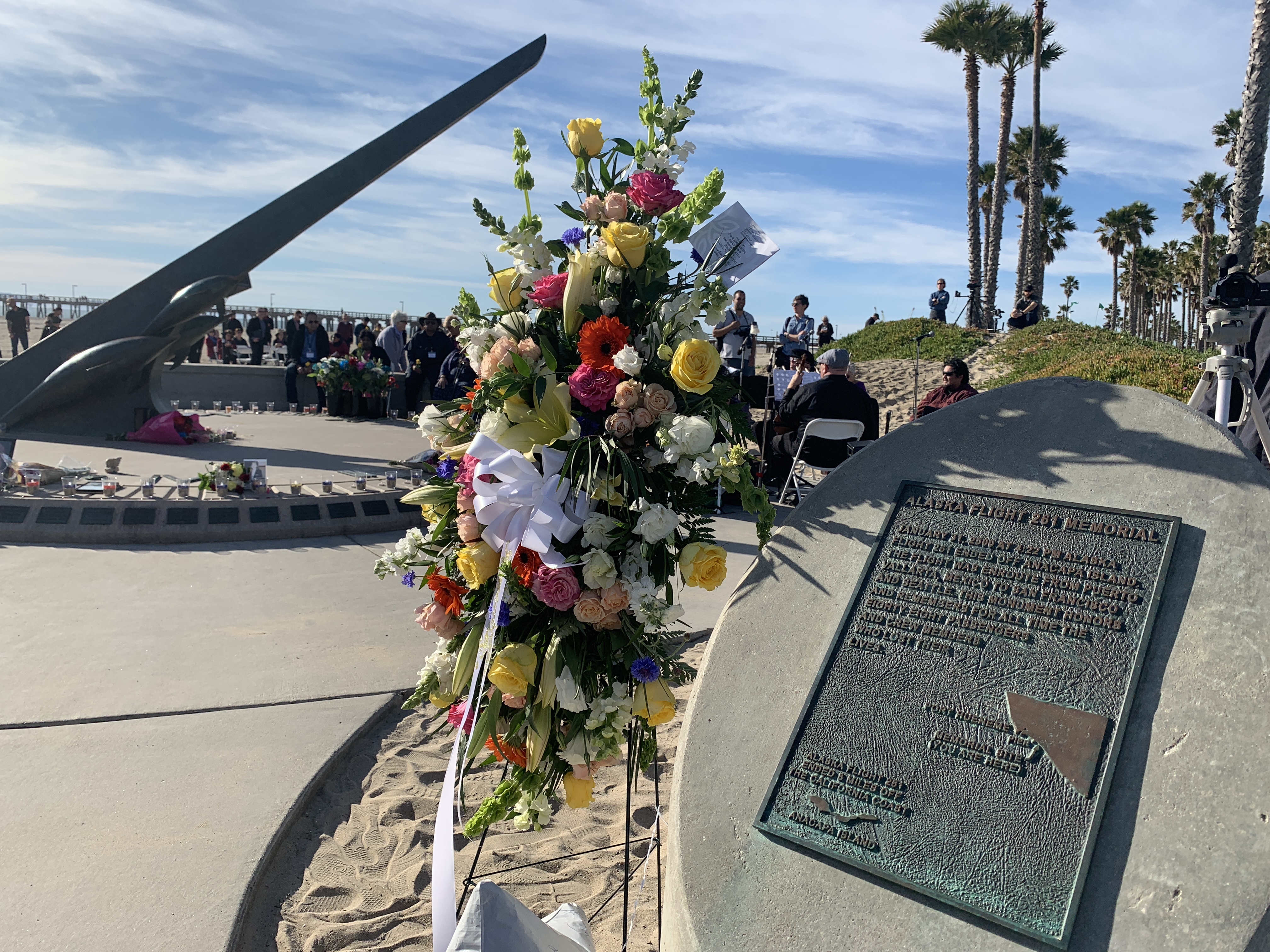
Meridiana commemorativa a Port Hueneme, California

### Memoriale
A Port Hueneme è stato creato un memoriale che ricorda la tragedia del volo Alaska 261. La realizzazione è stata affidata all'artista di Santa Barbara James "Bud" Bottoms, che ha realizzato sulla spiaggia, in una zona adiacente al porto una meridiana che riporta nella corona delle targhette con i nomi delle vittime dell'incidente. L'ombra della meridiana indica ogni anno, alle ore 16:20 del 31 gennaio, la targa che riporta le informazioni sull'incidente.

## Cultura di massa
L'incidente del volo 261 della Alaska Airlines è stato analizzato nell'episodio Fuori controllo della prima stagione e anche nel primo episodio Manutenzione letale della ventiduesima stagione del documentario Indagini ad alta quota trasmesso da National Geographic Channel. Alla vicenda si ispira inoltre il film Flight, del 2012, diretto da Robert Zemeckis e con interprete principale Denzel Washington nel ruolo di un comandante con seri problemi di dipendenza da alcol e sostanze stupefacenti che, nonostante sia riuscito a salvare quasi tutti i passeggeri di un volo a seguito di un guasto delle superfici di comando posizionando l'aeroplano in volo rovesciato, viene comunque incarcerato in quanto ammette che, mentre faceva ciò, era ubriaco ed aveva assunto della cocaina.